# هاندرتواسر ۶۲۳۱
سیارک ۶۲۳۱ (به انگلیسی: 6231 Hundertwasser، نامگذاری:1985FH) شش هزار و دویست و سی و یکمین سیارک کشف شده‌است که در ۲۰ مارس ۱۹۸۵ کشف شد.
قدر مطلق سیارک برابر ۱۳٫۴۰ است.